# Bretton Woods (New Hampshire)
Pour les articles homonymes, voir Bretton Woods (homonymie).
Bretton Woods est un lieu-dit de la ville américaine de Carroll (comté de Coös), dans le nord-est du New Hampshire, dans laquelle s'est déroulée une conférence internationale du 1er au 22 juillet 1944, conférence qui a mené aux Accords de Bretton Woods. 
La conférence a eu lieu dans le grand hôtel Mount Washington fondé en 1900 et toujours en service au XXIe siècle. La ville est aussi une station de sports d'hiver qui offre un domaine skiable dépendant de la ville de Carroll.

## Historique

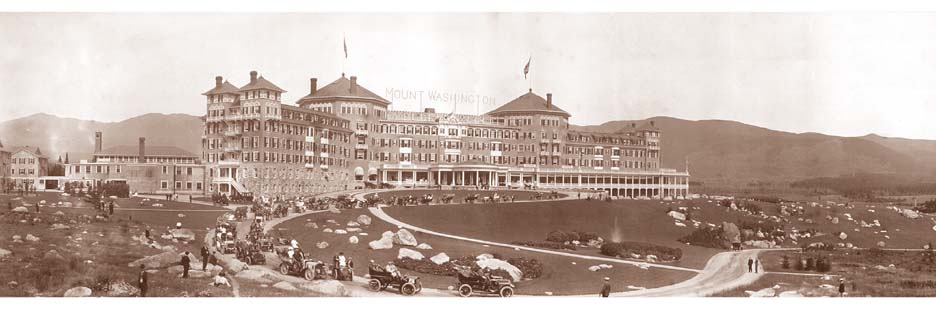
Le Mount Washington Hotel de Bretton Woods en 1905.

En 1772, le roi George III a fait don de Bretton Hall, une propriété située à West Bretton, West Yorkshire, à Sir Thomas Wentworth, ainsi que des terres situées dans les White Moutains pour développer une colonie. La colonie est devenue la ville de Carroll et la partie située au sud-ouest a gardé le nom de « Bretton Woods » (les bois de Bretton), d'après Bretton Hall.